# DiVa Walk

Logo des DiVa-Walks

Der DiVa-Walk ist ein etwa 105 km langer Rundwanderweg im Osnabrücker Land und liegt im Natur- und Geopark TERRA.vita. Der DiVa-Walk ist ein Prädikatswanderweg. Zu den Besonderheiten des Wanderweges zählen mehr als 15 Rastplätze und über 30 Rastbänke sowie 24 Wandertafeln. Der Wanderweg ist in das Wanderleitsystem integriert und bietet gute Orientierungsmöglichkeiten.

## Verlauf
Der DiVa-Walk ist ein Rundkurs aus sechs Einzeltouren; ein Einstieg ist an jedem Punkt möglich. Schleifen im Osten und Westen bieten die Möglichkeit, die Wanderung zu kürzen. Inklusive aller Schleifen ist der DiVa-Walk 109 km lang. Die Ostschleife Saurierspuren – Bad Essen – Wehrendorf – Saurierspuren ist etwa 20 km lang und verläuft überwiegend durch das waldreiche Wiehengebirge; die Westschleife mit einer Länge von rund 80 km (Kalkriese – Engter – Wallenhorst – Rulle – Belm – Ostercappeln – Venne – Kalkriese) führt neben Abschnitten im Wiehengebirge im Norden durch die Norddeutsche Tiefebene und im Süden durch das Osnabrücker Hügelland. Zwischen Wehrendorf und Ostercappeln sind die beiden Schleifen über den Kammweg des Wiehengebirges miteinander verbunden.
Im Wiehengebirge werde DiVa-Walk und Wittekindsweg () bzw. E11 () auf langen Abschnitten auf derselben Route geführt. Zwischen Belm und Rulle folgt der DiVa-Walk häufig dem südlichen Tourenweg ( + ). Bei Bad Essen wird der Ems-Hase-Hunte-Else-Weg ( ● ) gekreuzt. Im Westen kreuzt der DiVa-Walk mehrfach die Via Baltica (), den Pickerweg ( X  und  P ) und den Hünenweg ( h ; ehemals Friesenweg  F ).
Der Weg ist durchgängig mit einem stilisierten Wanderer auf blau-orangem Grund gekennzeichnet.

### Name
Die beiden Silben des Namens spielen auf die Dinosaurierfährten von Barkhausen und die Varusschlacht in der Fundregion Kalkriese an. Durch die Benennung als „Walk“ wollten die Verantwortlichen das Wandern von einem verstaubten Image befreien.
Bereits vor der Eröffnung war dieser Name jedoch kontrovers diskutiert worden. Thomas Paulwitz, Chefredakteur von Deutsche Sprachwelt, kritisierte: „Also endlich einmal ‚etwas anderes machen dürfen’ und – wie überaus neu und mutig! – zur Abwechslung einmal ein Wort aus dem amerikanischen Wortschatz entlehnen, weil das sonst keiner macht? Weil die deutschen Wörter ‚Weg’ oder ‚Steig’, ja die deutsche Sprache verstaubt ist? Die Verantwortlichen sind auf dem Holzweg“. Im Frühjahr 2009 überklebten Unbekannte auf Wandertafeln und Hinweisschildern das Wort „Walk“ mit der deutschen Bezeichnung „Weg“, und auch Leserbriefe forderten eine Umbenennung.

## Sehenswürdigkeiten
Der Wanderweg führt an zahlreichen Stein- und Hügelgräbern, Mühlen, Museen, alten Steinkirchen, Burgen, Schlössern und Wassermühlen vorbei:
- Schloss Neu Barenaue
- Wasserburg Alt Barenaue
- Museum und Park Kalkriese
- Aussichtsturm auf dem Venner Berg
- Venner Mühleninsel
- Eisenzeithaus Darpvenne
- Darpvenner Steine
- St. Lambertus und Kirchplatz in Ostercappeln
- Gut Arenshorst mit Denkmal für Reinhold Tiling
- Schloss Ippenburg
- Schloss Hünnefeld
- Burg Wittlage
- St. Nikolai und historischer Kirchplatz in Bad Essen
- Dinosaurierfährten von Barkhausen
- Schnippenburg
- Sloopsteine
- Belmer Mühle
- Steinernes Meer
- Wittekindsburg
- Wallfahrtskirche Rulle
- Wassermühle Nettetal